# Bathanalia howesi
Bathanalia howesi là một loài ốc nước ngọt nhiệt đới có nắp, là động vật thân mềm chân bụng sống dưới nước thuộc họ Thiaridae.
Loài này có ở Cộng hòa Dân chủ Congo và Tanzania.